# Angel from Hell
Angel from Hell est une série télévisée américaine en treize épisodes de 22 minutes créée par Tad Quill dont seulement cinq épisodes ont été diffusés entre le 7 janvier 2016 et le 4 février 2016 sur le réseau CBS et le lendemain sur le réseau Global au Canada. Les épisodes restants ont été diffusés à partir du 2 juillet 2016 sur CBS.
En Belgique, la série est diffusée depuis le 6 mai 2018 au 29 juillet 2018 sur Club RTL et est disponible sur RTLPlay depuis le 11 novembre 2019. En France, la série est disponible en intégralité le 2 décembre 2019 sur 6 Play.

## Synopsis
La série suit un ange nommé Amy, qui agit comme un tuteur pour une autre femme nommée Allison, formant une amitié improbable.

## Distribution

### Acteurs principaux
- Jane Lynch (VF : Josiane Pinson) : Amy
- Maggie Lawson (VF : Laura Blanc) : Allison
- Kevin Pollak (VF : Jacques Bouanich) : Marv
- Kyle Bornheimer (VF : Jérôme Pauwels) : Brad

### Acteurs récurrents
- Constance Marie (VF : Sophie Baranes) : Linda
- Diora Baird (VF : Marianne Leroux) : Brandi
- Karla Mosley (VF : Sarah Viot) : Clara

### Invités
- Jon Dore (VF : Jérémy Bardeau) : Hank (2 épisodes)
- Liza Lapira (VF : Jade Phan-Gia) : Jill

- Version française
  - Société de doublage : Dubbing Brothers[5],[6]
  - Direction artistique : Vanina Pradier[6]
  - Adaptation des dialogues : Lucie Astagneau[6] et Sandrine Chevalier[5]

 Source et légende : version française (VF) sur RS Doublage et Doublage Séries Database

## Production

### Développement
Le 28 janvier 2015, CBS commande un pilote,.
Le 8 mai 2015, le réseau CBS annonce officiellement la commande du projet de série,.
Initialement prévue pour le 5 novembre 2015, elle a été déplacée à février 2016. Ensuite, le 30 novembre 2015, CBS annonce finalement le lancement de la série au 7 janvier 2016.
Le 8 février 2016, la série est annulée après seulement cinq épisodes et retirée de l'horaire.
Le 26 mai 2016, CBS annonce que les huit épisodes restant seront diffusés à partir du 2 juillet 2016.

### Casting
Les rôles principaux ont été attribués dans cet ordre : Jane Lynch (notamment vue dans Glee), Kyle Bornheimer, Kevin Pollak et Maggie Lawson.

## Épisodes
1. Magicienne ! (Pilot)
2. La Pire Meilleure Amie (Face Your Fears)
3. Nouvelle vie (Go With Your Gut)
4. Affaire de famille (Family Business)
5. Âmes sœurs (Soulmates)
6. Probation angélique (Angel Probation)
7. Ange gardien par intérim (Practice Guy)
8. Le Cobaye (Rain Check)
9. Premier baiser (Angel Appreciation Day)
10. Funsgiving (Funsgiving)
11. La Reine de l'impro (The Flask)
12. Croire ou ne pas croire, première partie (Believe Me, Part 1)
13. Croire ou ne pas croire, deuxième partie (Believe Me, Part 2)